# Didymoglossum ovale
Didymoglossum ovale là một loài dương xỉ trong họ Hymenophyllaceae. Loài này được E. Fourn. mô tả khoa học đầu tiên năm 1872.